# Kniphofia umbrina
Kniphofia umbrina är en grästrädsväxtart som beskrevs av Leslie Edward Wastell Codd. Kniphofia umbrina ingår i Fackelliljesläktet som ingår i familjen grästrädsväxter.
Artens utbredningsområde är Swaziland. Inga underarter finns listade i Catalogue of Life.